# Proteína adaptadora do transporte vesicular

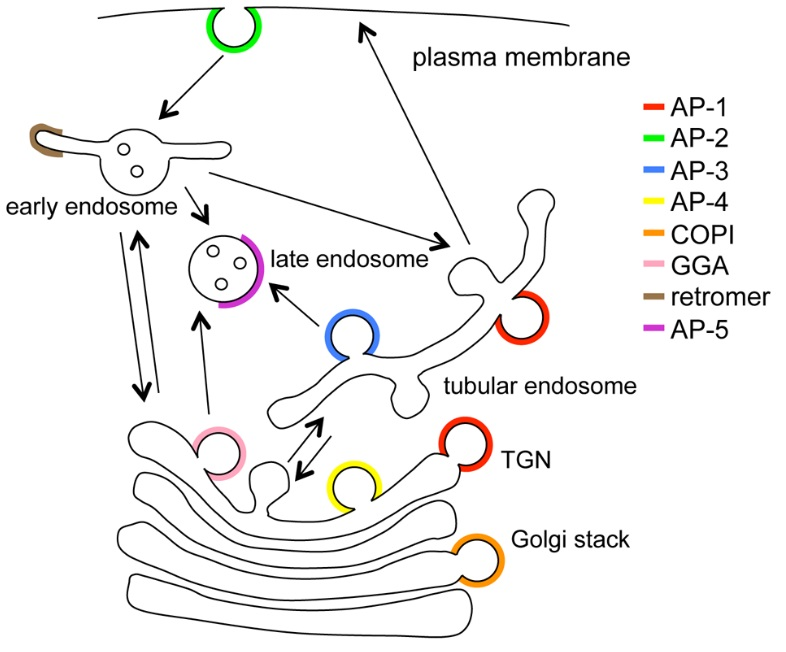
Tráfico dalguns complexos de proteínas adaptadoras (AP).

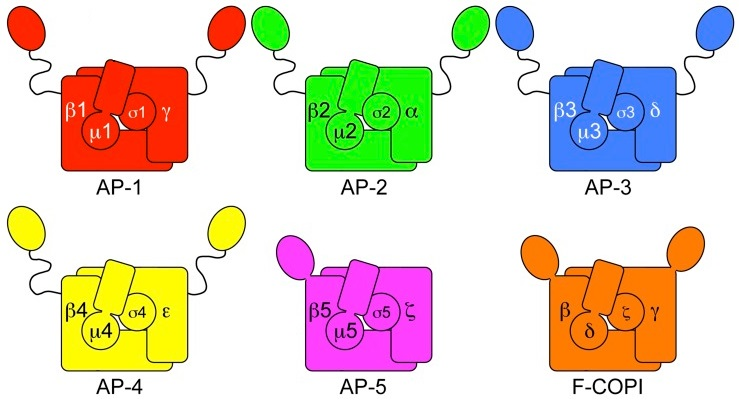
Complexos de proteinas adaptadoras e subcomplexo COPI-F.

As proteínas adaptadoras do transporte vesicular são proteínas envolvidas na formação de complexos que funcionam no tráfico de moléculas duma localização subcelular para outra. Estes complexos funcionam concentrando as moléculas correctas de carregamento nas vesículas de transporte que se invaginam ou extrudem de um organelo e viajam para outro lugar, onde o carregamento será entregue. Conhecem-se alguns detalhes sobre como estas proteínas adaptadoras mostram a sua especificidade de tráfico, mas ainda existe muito o que aprender.
Vários trastornos humanos estão associados a defeitos nos componentes destes complexos, como o alzheimer e o parkinson.